# یودان
یودان (به انگلیسی: Udane) یک روستا در هند است که در مهاراشترا واقع شده‌است.